# كونل
ارنست كونل (بالألمانية: Ernst Kühnel)‏ (1883 – 1964 م) هو مستشرق ألماني.
من آثاره: «رسم المُصغّرات في الشرق الإسلامي» (برلين، 1922) و «من الخطوط الإسلامية» (برلين ـ ليپتسك 1949) و «الفن الإسلامي» (برلين 1962) نقله إلى العربية أحمد موسى (دار صادر - بيروت 1966).